# Buxbaumia himalayensis
Buxbaumia himalayensis är en bladmossart som beskrevs av Udar, S. C. Srivastava och D. Kumar 1971. Buxbaumia himalayensis ingår i släktet sköldmossor, och familjen Buxbaumiaceae. Inga underarter finns listade i Catalogue of Life.